# A Szombathelyi Haladás 2009–2010-es szezonja
A Szombathelyi Haladás 2009–2010-es szezonja szócikk a Szombathelyi Haladás első számú férfi labdarúgócsapatának egy idényéről szól, mely sorozatban a 2., összességében pedig az 54. idénye a csapatnak a magyar első osztályban. A klub fennállásának ekkor volt a 90. évfordulója.

## Mérkőzések
| Színmagyarázat | Színmagyarázat |
| -------------- | -------------- |
|                | Győzelem       |
|                | Döntetlen      |
|                | Vereség        |

### Soproni Liga 2009–10

#### Őszi fordulók
| 1. forduló 2009. augusztus 26. 19:00 |

| Haladás                                    | 0 – 0               | Ferencváros |
| ------------------------------------------ | ------------------- | ----------- |
| Nagy 27' Guzmics 49' Irhás 77' Kenesei 87' | (0 – 0) Jegyzőkönyv | Balog 81'   |

| Rohonci úti stadion, Szombathely Nézőszám: 9 000 Játékvezető: Kassai Viktor (magyar) |

- Elhalasztott mérkőzés.

| 2. forduló 2009. augusztus 2. 20:00 |

| Kaposvári Rákóczi                                     | 3 – 0               | Haladás              |
| ----------------------------------------------------- | ------------------- | -------------------- |
| Petrók 58' 83' Reszli 77' Zahorecz 88' 43' Farkas 62' | (0 – 0) Jegyzőkönyv | Skriba 23' Irhás 70' |

| Rákóczi Stadion, Kaposvár Nézőszám: 1 500 Játékvezető: Berger József (magyar) |

| 3. forduló 2009. augusztus 9. 20:00 |

| Haladás                                       | 2 – 4               | MTK Budapest                                                                       |
| --------------------------------------------- | ------------------- | ---------------------------------------------------------------------------------- |
| Tóth 4' Lattenstein 16' Schimmer 43' Nagy 44' | (2 – 0) Jegyzőkönyv | Lencse 53' 87' 61' Könyves 57' Gosztonyi 73' Vadnai 22' Pátkai 38' Rodenbücher 38' |

| Rohonci úti stadion, Szombathely Nézőszám: 4 000 Játékvezető: Andó-Szabó Sándor (magyar) |

| 4. forduló 2009. augusztus 14. 19:00 |

| Debreceni VSC                  | 2 – 1               | Haladás                                |
| ------------------------------ | ------------------- | -------------------------------------- |
| Leandro 2' 89' Czvitkovics 63' | (1 – 0) Jegyzőkönyv | Ugrai 75' Nagy 21' Skriba 59' Tóth 90' |

| Oláh Gábor utcai stadion, Debrecen Nézőszám: 4 000 Játékvezető: Vad II. István (magyar) |

| 5. forduló 2009. augusztus 23. 20:00 |

| Haladás                                                            | 4 – 3               | Videoton                                                                      |
| ------------------------------------------------------------------ | ------------------- | ----------------------------------------------------------------------------- |
| Schimmer Sz. 1' Kenesei K. 33' (11-esből) Oross M. 44' Nagy G. 88' | (3 – 2) Jegyzőkönyv | Andić, M. 12' Sitku I. 34' 58' 31' Lázár P. 61' Farkas B. 52' Lipták Z. 90+5′ |

| Rohonci úti stadion, Szombathely Nézőszám: 4 000 Játékvezető: Solymosi Péter (magyar) Asszisztensek: Lemon Oszkár Takács Gábor |

| 6. forduló 2009. augusztus 30. 17:30 |

| Újpest                                                          | 3 – 1               | Haladás                               |
| --------------------------------------------------------------- | ------------------- | ------------------------------------- |
| Kabát 73' 90+1' Foxi 81' Sándor 89' 90′ Tóth 88' Korcsmár 90+2' | (0 – 1) Jegyzőkönyv | Rajos 28' Tóth 50' Nagy 71' Irhás 83' |

| Szusza Ferenc Stadion, Budapest Nézőszám: 3 078 Játékvezető: Szabó Zsolt (magyar) |

| 7. forduló 2009. szeptember 12. 17:30 |

| Haladás                                  | 1 – 2               | Győri ETO                                      |
| ---------------------------------------- | ------------------- | ---------------------------------------------- |
| Kenesei 90+2' (11-esből) 63' Guzmics 88' | (0 – 1) Jegyzőkönyv | Nicorec 24' Józsi 78' Stanišić 73' Dudás 90+1' |

| Rohonci úti stadion, Szombathely Nézőszám: 4 500 Játékvezető: Solymosi Péter (magyar) |

| 8. forduló 2009. szeptember 19. 19:00 |

| Haladás                                        | 3 – 3               | Kecskeméti TE                                                           |
| ---------------------------------------------- | ------------------- | ----------------------------------------------------------------------- |
| Lattenstein 33' Nagy 51' Kuttor 61' Skriba 90' | (1 – 0) Jegyzőkönyv | Csordás 48' Yannick 57' Bertus 68' Alempijević 45' Koszó 78' Koller 90' |

| Rohonci úti stadion, Szombathely Nézőszám: 3 000 Játékvezető: Veizer Roland (magyar) |

| 9. forduló 2009. szeptember 26. 19:00 |

| Haladás                                      | 2 – 1               | Diósgyőr                         |
| -------------------------------------------- | ------------------- | -------------------------------- |
| Oross 29' Irhás 88' Nagy 72' Lattenstein 89' | (1 – 0) Jegyzőkönyv | Lipusz 54' Kállai 72' Huszák 79' |

| Rohonci úti stadion, Szombathely Nézőszám: 4 500 Játékvezető: Kassai Viktor (magyar) |

| 10. forduló 2009. október 3. 19:00 |

| Lombard Pápa                              | 1 – 3               | Haladás                                                   |
| ----------------------------------------- | ------------------- | --------------------------------------------------------- |
| Gyömbér 59' Rajnay 50' Orosz 67' Nagy 79′ | (0 – 2) Jegyzőkönyv | Lattenstein 2' Oross 31' Rácz 88' Schimmer 51' Skriba 75' |

| Perutz Stadion, Pápa Nézőszám: 4 061 Játékvezető: Bede Ferenc (magyar) |

| 11. forduló 2009. október 17. 18:00 |

| Haladás                      | 2 – 2               | Budapest Honvéd                               |
| ---------------------------- | ------------------- | --------------------------------------------- |
| Oross 5' Simon 47' Rajos 68' | (1 – 1) Jegyzőkönyv | Botis 16' Hrepka 82' 37' Hidi 60' Macko 90+1' |

| Rohonci úti stadion, Szombathely Nézőszám: 3 500 Játékvezető: Szilasi Szabolcs (magyar) |

| 12. forduló 2009. október 24. 17:00 |

| Haladás             | 0 – 1               | Vasas         |
| ------------------- | ------------------- | ------------- |
| Tóth 41' Kovács 73' | (0 – 0) Jegyzőkönyv | Balog 80' 40' |

| Rohonci úti stadion, Szombathely Nézőszám: 3 500 Játékvezető: Sulyok Gergely (magyar) |

| 13. forduló 2009. október 31. 17:00 |

| Zalaegerszegi TE                                    | 3 – 0               | Haladás  |
| --------------------------------------------------- | ------------------- | -------- |
| Rudņevs 9' 25' Pavićević 53' (11-esből) Sluka 90+1' | (2 – 0) Jegyzőkönyv | Tóth 52' |

| ZTE Aréna, Zalaegerszeg Nézőszám: 7 472 Játékvezető: Solymosi Péter (magyar) |

| 14. forduló 2009. november 7. 16:00 |

| Haladás                                     | 2 – 0               | Nyíregyháza Spartacus |
| ------------------------------------------- | ------------------- | --------------------- |
| Simon 20' Tóth 70' Kuttor 90+4' Rajos 90+7' | (1 – 0) Jegyzőkönyv | Miskolczi 33'         |

| Rohonci úti stadion, Szombathely Nézőszám: 2 000 Játékvezető: Németh Ádám (magyar) |

| 15. forduló 2009. november 21. 16:00 |

| Paksi FC                                  | 2 – 0               | Haladás             |
| ----------------------------------------- | ------------------- | ------------------- |
| Böde 80' 90' Éger 85' Tököli 85' Kiss 88' | (0 – 0) Jegyzőkönyv | Rácz 62' Molnár 75' |

| Fehérvári úti stadion, Paks Nézőszám: 1 200 Játékvezető: Andó-Szabó Sándor (magyar) |

#### Tavaszi fordulók
| 16. forduló 2010. február 27. 15:00 |

| Ferencváros                                                   | 2 – 1               | Haladás                 |
| ------------------------------------------------------------- | ------------------- | ----------------------- |
| Ferenczi 45' (11-esből) Elding 88' Stockley 36' Csizmadia 65' | (1 – 1) Jegyzőkönyv | Halmosi 31' Guzmics 16' |

| Albert Flórián Stadion, Budapest Nézőszám: 0 Játékvezető: Andó-Szabó Sándor (magyar) |

- A mérkőzést a Magyar Labdarúgó-szövetség (MLSZ) döntésének értelmében zárt kapuk mögött rendezték.

| 17. forduló 2010. március 5. 19:00 |

| Haladás                                                                                | 2 – 1               | Kaposvári Rákóczi                                    |
| -------------------------------------------------------------------------------------- | ------------------- | ---------------------------------------------------- |
| Bogdanović 22' (11-esből) 78' Molnár 35' Simon 66' Lengyel 68' Halmosi 84' Diouf 90+1' | (1 – 0) Jegyzőkönyv | Stanić 71' Júnior 21' Godslove 33' Antanasijević 60' |

| Rohonci úti stadion, Szombathely Nézőszám: 2 500 Játékvezető: Vad II. István (magyar) |

| 18. forduló 2010. március 13. 14:30 |

| MTK Budapest | 0 – 0               | Haladás     |
| ------------ | ------------------- | ----------- |
| Szabó 83′    | (0 – 0) Jegyzőkönyv | Guzmics 74' |

| Hidegkuti Nándor Stadion, Budapest Nézőszám: 500 Játékvezető: Oláh Gábor (magyar) |

| 19. forduló 2010. március 19. 19:00 |

| Haladás     | 0 – 2               | Debreceni VSC                           |
| ----------- | ------------------- | --------------------------------------- |
| Halmosi 37' | (0 – 0) Jegyzőkönyv | Czvitkovics 68' Feczesin 75' Rudolf 47' |

| Rohonci úti stadion, Szombathely Nézőszám: 5 500 Játékvezető: Sulyok Gergely (magyar) |

| 20. forduló 2010. március 26. 19:00 |

| Videoton                                                                            | 4 – 2               | Haladás                                                         |
| ----------------------------------------------------------------------------------- | ------------------- | --------------------------------------------------------------- |
| Guzmics R. 30' (öngól) 55' (öngól) Nikolics N. 36' 38' Radović, I. 8' Lencse L. 86' | (3 – 0) Jegyzőkönyv | Tóth P. 71' (11-esből) Oross M. 80' Halmosi P. 37' Simon Á. 53' |

| Sóstói Stadion, Székesfehérvár Nézőszám: 3 266 Játékvezető: Iványi Zoltán (magyar) Asszisztensek: Medovarszki János Albert István |

| 21. forduló 2010. április 3. 15:00 |

| Haladás      | 1 – 0               | Újpest               |
| ------------ | ------------------- | -------------------- |
| Nagy 46' 64' | (0 – 0) Jegyzőkönyv | Pollák 32′ Kabát 49' |

| Rohonci úti stadion, Szombathely Nézőszám: 4 500 Játékvezető: Andó-Szabó Sándor (magyar) |

| 22. forduló 2010. április 10. 18:00 |

| Győri ETO                      | 1 – 1               | Haladás                                                    |
| ------------------------------ | ------------------- | ---------------------------------------------------------- |
| Józsi 17' (11-esből) Fehér 37' | (1 – 1) Jegyzőkönyv | Tóth 38' (11-esből) 20' Lengyel 17' Sipos 55' Schimmer 81' |

| ETO Park, Győr Nézőszám: 2 800 Játékvezető: Oláh Gábor (magyar) |

| 23. forduló 2010. április 17. 16:30 |

| Kecskeméti TE                                      | 2 – 3               | Haladás                                       |
| -------------------------------------------------- | ------------------- | --------------------------------------------- |
| Farkas 56' Némedi 70' 49' Gyagya 77' Montvai 90+3' | (0 – 1) Jegyzőkönyv | Sipos 31' Nagy 47' 62' Molnár 66' Oross 90+2' |

| Széktói Stadion, Kecskemét Nézőszám: 5 000 Játékvezető: Sulyok Gergely (magyar) |

| 24. forduló 2010. április 25. 19:00 |

| Diósgyőr                           | 1 – 3               | Haladás                                                |
| ---------------------------------- | ------------------- | ------------------------------------------------------ |
| Menougong 61' Haman 32' Búrány 36' | (0 – 1) Jegyzőkönyv | Nagy 14' Oross 54' 51' Guzmics 86' Sipos 31' Simon 32' |

| DVTK-stadion, Miskolc Nézőszám: 3 000 Játékvezető: Veizer Roland (magyar) |

| 25. forduló 2010. május 1. 18:00 |

| Haladás                                                                         | 4 – 2               | Lombard Pápa                                                                                  |
| ------------------------------------------------------------------------------- | ------------------- | --------------------------------------------------------------------------------------------- |
| Tóth 23' (11-esből) Halmosi 29' Kenesei 81' (11-esből) 87' Sipos 35' Iszlai 73' | (2 – 1) Jegyzőkönyv | Jovánczai 30' Simon 75' (öngól) Szűcs 22' Tóth G. 46' Abwo 69' Varga 69' Farkas 80' Sarus 80′ |

| Rohonci úti stadion, Szombathely Nézőszám: 6 000 Játékvezető: Vad II. István (magyar) |

| 26. forduló 2010. május 5. 18:00 |

| Budapest Honvéd | 0 – 0               | Haladás                           |
| --------------- | ------------------- | --------------------------------- |
| Akassou 32'     | (0 – 0) Jegyzőkönyv | Schimmer 54' Guzmics 61' Tóth 64' |

| Bozsik József Stadion, Budapest Nézőszám: 1 500 Játékvezető: Takács János (magyar) |

| 27. forduló 2010. május 8. 18:00 |

| Vasas                                             | 0 – 0               | Haladás            |
| ------------------------------------------------- | ------------------- | ------------------ |
| Pavičević 57' Dobrić 62′ Hrepka 65′ Mileusnić 69' | (0 – 0) Jegyzőkönyv | Simon 35' Tóth 76' |

| Illovszky Rudolf Stadion, Budapest Nézőszám: 1 200 Játékvezető: Kovács J. Zoltán (magyar) |

| 28. forduló 2010. május 16. 17:30 |

| Haladás                                               | 1 – 1               | Zalaegerszegi TE                                      |
| ----------------------------------------------------- | ------------------- | ----------------------------------------------------- |
| Kenesei 18' Oross 54' Lengyel 66' Tóth 68' Molnár 74' | (1 – 0) Jegyzőkönyv | Rudņevs 57' Miljatovič 14' Horváth 31' Magasföldi 46' |

| Rohonci úti stadion, Szombathely Nézőszám: 5 000 Játékvezető: Szabó Zsolt (magyar) |

| 29. forduló 2010. május 19. 18:00 |

| Nyíregyháza Spartacus                                                 | 3 – 3               | Haladás                                                                           |
| --------------------------------------------------------------------- | ------------------- | --------------------------------------------------------------------------------- |
| Bugerra 65' (11-esből) 71' 81' Minczér 25' Balbinot 44' Vojinović 61' | (0 – 2) Jegyzőkönyv | Simon Á. 34' Simon A. 45' Molnár 62' (11-esből) 83' Nagy 16' Tóth 81' Lengyel 89' |

| Nyíregyháza Városi Stadion, Nyíregyháza Nézőszám: 2 000 Játékvezető: Iványi Zoltán (magyar) |

| 30. forduló 2010. május 23. 17:30 |

| Haladás                                                    | 4 – 0               | Paksi FC                      |
| ---------------------------------------------------------- | ------------------- | ----------------------------- |
| Lengyel 15' 89' Halmosi 29' Oross 41' Irhás 75' Iszlai 87' | (3 – 0) Jegyzőkönyv | Sipeki 28' Szabó 33' Böde 37′ |

| Rohonci úti stadion, Szombathely Nézőszám: 5 000 Játékvezető: Berger József (magyar) |

#### Végeredmény
| #   | Csapat                    | M  | GY | D  | V  | G+ – G– | GK  | P  | Megjegyzések                                   |
| --- | ------------------------- | -- | -- | -- | -- | ------- | --- | -- | ---------------------------------------------- |
| 1.  | Debreceni VSCCV (B, KGY)  | 30 | 20 | 2  | 8  | 63–37   | +26 | 62 | 2010–2011-es Bajnokok Ligája – 2. selejtezőkör |
| 2.  | Videoton (I)              | 30 | 18 | 7  | 5  | 59–31   | +28 | 61 | 2010–2011-es Európa-liga – 2. selejtezőkör     |
| 3.  | Győri ETO (I)             | 30 | 15 | 12 | 3  | 38–18   | +20 | 57 | 2010–2011-es Európa-liga – 1. selejtezőkör     |
| 4.  | Újpest                    | 30 | 17 | 4  | 9  | 49–39   | +10 | 55 |                                                |
| 5.  | Zalaegerszegi TE (I)      | 30 | 15 | 8  | 7  | 59–45   | +14 | 53 | 2010–2011-es Európa-liga – 1. selejtezőkör     |
| 6.  | MTK Budapest              | 30 | 12 | 7  | 11 | 52–41   | +11 | 43 |                                                |
| 7.  | FerencvárosÚ              | 30 | 10 | 11 | 9  | 34–35   | −1  | 41 |                                                |
| 8.  | Haladás                   | 30 | 10 | 9  | 11 | 46–49   | −3  | 39 |                                                |
| 9.  | Budapest HonvédK          | 30 | 9  | 11 | 10 | 38–35   | +3  | 38 |                                                |
| 10. | Kecskeméti TE             | 30 | 10 | 7  | 13 | 50–56   | −6  | 37 |                                                |
| 11. | Lombard PápaÚ             | 30 | 10 | 5  | 15 | 39–50   | −11 | 35 |                                                |
| 12. | Kaposvári Rákóczi         | 30 | 8  | 8  | 14 | 38–50   | −12 | 32 |                                                |
| 13. | Vasas                     | 30 | 8  | 7  | 15 | 39–61   | −22 | 31 |                                                |
| 14. | Paksi FC                  | 30 | 7  | 10 | 13 | 31–44   | −13 | 31 |                                                |
| 15. | Nyíregyháza Spartacus (K) | 30 | 6  | 9  | 15 | 41–60   | −19 | 27 | NB II                                          |
| 16. | Diósgyőr (K)              | 30 | 4  | 5  | 21 | 31–56   | −25 | 17 | NB II                                          |

Forrás: MLSZ adatbank 
A rangsorolás alapszabályai: 1. összpontszám, 2. győzelmek száma, 3. gólkülönbség, 4. szerzett gólok száma, 5. egymás elleni eredmények összpontszáma,  6. egymás elleni eredmények gólkülönbsége, 7. egymás elleni eredmények szerzett góljainak száma, 8. egymás elleni eredmények idegenben szerzett góljainak száma.
Mivel a bajnok Debreceni VSC nyerte 2009–2010-es magyar kupát, így a bajnoki ezüstérmes Videoton a 2010–2011-es Európa-liga 2. selejtezőkörében, míg a kupadöntőt elbukó Zalaegerszegi TE és a Győri ETO a 2010–2011-es Európa-liga 1. selejtezőkörében jogosult indulni.
(B): Bajnokcsapat, (K): Kieső csapat, (F): Feljutó csapat, (I): Kupainduló, (R): A rájátszás győztese, (KGY): Kupagyőztes

#### Az eredmények összesítése
Az alábbi táblázatban összesítve szerepelnek a Szombathelyi Haladás 2009/10-es bajnokságban elért eredményei.
| Ősz/tavasz (forduló)    | Otthon | Otthon | Otthon | Otthon | Otthon | Otthon | Otthon | Idegenben | Idegenben | Idegenben | Idegenben | Idegenben | Idegenben | Idegenben |
| Ősz/tavasz (forduló)    | M      | GY     | D      | V      | LG–KG  | GK     | P      | M         | GY        | D         | V         | LG–KG     | GK        | P         |
| ----------------------- | ------ | ------ | ------ | ------ | ------ | ------ | ------ | --------- | --------- | --------- | --------- | --------- | --------- | --------- |
| Őszi szezon (1–15.)     | 9      | 3      | 3      | 3      | 16–16  | 0      | 12     | 6         | 1         | 0         | 5         | 5–14      | –9        | 3         |
| Tavaszi szezon (16–30.) | 6      | 4      | 1      | 1      | 12–6   | +6     | 13     | 9         | 2         | 5         | 2         | 13–13     | 0         | 11        |
| Összesen (1–30.)        | 15     | 7      | 4      | 4      | 28–22  | +6     | 25     | 15        | 3         | 5         | 7         | 18–27     | –9        | 14        |

#### Helyezések fordulónként
| Forduló  | 1 | 2  | 3  | 4  | 5  | 6  | 7  | 8  | 9  | 10 | 11 | 12 | 13 | 14 | 15 | 16 | 17 | 18 | 19 | 20 | 21 | 22 | 23 | 24 | 25 | 26 | 27 | 28 | 29 | 30 |
| -------- | - | -- | -- | -- | -- | -- | -- | -- | -- | -- | -- | -- | -- | -- | -- | -- | -- | -- | -- | -- | -- | -- | -- | -- | -- | -- | -- | -- | -- | -- |
| Helyszín | O | I  | O  | I  | O  | I  | O  | O  | O  | I  | O  | O  | I  | O  | I  | I  | O  | I  | O  | I  | O  | I  | I  | I  | O  | I  | I  | O  | I  | O  |
| Eredmény | D | V  | V  | V  | GY | V  | V  | D  | GY | GY | D  | V  | V  | GY | V  | V  | GY | D  | V  | V  | GY | D  | GY | GY | GY | D  | D  | D  | D  | GY |
| Helyezés | 8 | 13 | 15 | 16 | 15 | 16 | 16 | 16 | 14 | 9  | 12 | 13 | 15 | 12 | 12 | 12 | 12 | 12 | 13 | 14 | 13 | 12 | 10 | 10 | 7  | 7  | 8  | 8  | 8  | 8  |

Helyszín: O = Otthon; I = Idegenben. Eredmény: GY = Győzelem; D = Döntetlen; V = Vereség.

### Magyar kupa
| 4. forduló 2009. szeptember 30. 15:00 |

| Bajai LSE | 0 – 1               | Haladás                                  |
| --------- | ------------------- | ---------------------------------------- |
| Zsók 83'  | (0 – 1) Jegyzőkönyv | Nagy 19' Rajos 24' Oross 64' Guzmics 79' |

| Baja Játékvezető: Fajkusz Gábor (magyar) |

| 5. forduló Első mérkőzés 2009. október 20. 18:00 |

| Haladás    | 0 – 2               | Zalaegerszegi TE       |
| ---------- | ------------------- | ---------------------- |
| Iszlai 18' | (0 – 1) Jegyzőkönyv | Horváth 9' Rudņevs 85' |

| Rohonci úti stadion, Szombathely Nézőszám: 2 500 Játékvezető: Arany Tamás (magyar) |

| 5. forduló Visszavágó 2009. október 28. 18:00 |

| Zalaegerszegi TE                      | 1 – 1               | Haladás                                      |
| ------------------------------------- | ------------------- | -------------------------------------------- |
| Todorović 25' Bogunović 40' Sluka 79' | (1 – 1) Jegyzőkönyv | Nagy 34' Devecseri 27' Simon 40' Gyurján 70' |

| ZTE Aréna, Zalaegerszeg Nézőszám: 2 086 Játékvezető: Barna Gábor (magyar) |

### Ligakupa

#### Középdöntő (B csoport)
| 1. forduló 2010. március 23. 20:00 |

| Haladás                                                                                          | 4 – 1               | Ferencváros                                   |
| ------------------------------------------------------------------------------------------------ | ------------------- | --------------------------------------------- |
| Kenesei 44' Simon 53' Irhás 66' Skriba 79' Kuttor 20' Lattenstein 42' Paternotte 64' Szakály 87' | (1 – 0) Jegyzőkönyv | Lipcsei 65' (11-esből) Adnán 82' Martínez 88′ |

| Rohonci úti stadion, Szombathely Nézőszám: 300 Játékvezető: Szilasi Szabolcs (magyar) |

- Elhalasztott mérkőzés.

| 2. forduló 2010. február 19. 14:00 |

| Paksi FC                                                                       | 3 – 2               | Haladás                                                    |
| ------------------------------------------------------------------------------ | ------------------- | ---------------------------------------------------------- |
| Nagy 8' Éger 51' Vayer 89' Horváth 37' Gévay 59' Szabó 71' Kiss 74' Tököli 85' | (1 – 2) Jegyzőkönyv | Nagy 31' Bogdanović 45' Halmosi 35' Guzmics 49' Iszlai 88' |

| Fehérvári úti stadion, Paks Játékvezető: Kovács J. Zoltán (magyar) |

| 3. forduló 2010. március 9. 18:00 |

| Újpest               | 2 – 0               | Haladás   |
| -------------------- | ------------------- | --------- |
| Martin 24' Varga 74' | (1 – 0) Jegyzőkönyv | Simon 37' |

| Szusza Ferenc Stadion, Budapest Játékvezető: Németh Ádám (magyar) |

| 4. forduló 2010. március 16. 19:00 |

| Ferencváros                   | 1 – 1               | Haladás              |
| ----------------------------- | ------------------- | -------------------- |
| Wolfe 39' Gárdos 82' Sváb 87' | (1 – 0) Jegyzőkönyv | Iszlai 90' Diouf 67' |

| Albert Flórián Stadion, Budapest Nézőszám: 200 Játékvezető: Takács János (magyar) |

| 5. forduló 2010. február 23. 14:00 |

| Haladás | 0 – 0               | Paksi FC |
| ------- | ------------------- | -------- |
|         | (0 – 0) Jegyzőkönyv |          |

| Szombathely Játékvezető: Solymosi Péter (magyar) |

| 6. forduló 2010. április 6. 16:00 |

| Haladás                       | 2 – 2               | Újpest                                            |
| ----------------------------- | ------------------- | ------------------------------------------------- |
| Irhás 76' Iszlai 86' Nagy 87' | (0 – 0) Jegyzőkönyv | Wilson 71' 72' Rajczi 81' Privigyei 85' Magos 88' |

| Rohonci úti stadion, Szombathely Játékvezető: Oláh Gábor (magyar) |

#### A B csoport végeredménye
| Csapat      | M | Gy | D | V | G+ | G– | Gk | P  |
| ----------- | - | -- | - | - | -- | -- | -- | -- |
| Paksi FC    | 6 | 3  | 3 | 0 | 9  | 6  | +3 | 12 |
| Haladás     | 6 | 1  | 3 | 2 | 9  | 9  | 0  | 6  |
| Újpest      | 6 | 1  | 3 | 2 | 6  | 6  | 0  | 6  |
| Ferencváros | 6 | 1  | 3 | 2 | 5  | 8  | –3 | 6  |

### Európa-liga
1. selejtezőkör
| Első mérkőzés 2009. július 2. 19:00 |

| Haladás               | 1 – 0   | Jertisz Pavlodar                                   |
| --------------------- | ------- | -------------------------------------------------- |
| Kenesei 79' Rajos 78' | (0 – 0) | Andreev 32' Shomko 48' Parkhamchuk 72' Sobolev 85' |

| Rohonci úti stadion, Szombathely Nézőszám: 4 000 Játékvezető: Albano Janku (albán) |

| Visszavágó 2009. július 9. 15:00 |

| Jertisz Pavlodar            | 2 – 1   | Haladás                                    |
| --------------------------- | ------- | ------------------------------------------ |
| Yurin 19' Rajos 34' (öngól) | (2 – 1) | Chernyshov 24' (öngól) Vörös 35' Oross 85' |

| Karagandi, Kazahsztán Nézőszám: 8 000 Játékvezető: Halis Özkahya (török) |

- Idegenben lőtt góllal a Szombathelyi Haladás jutott tovább.

2. selejtezőkör
| Első mérkőzés 2009. július 16. 19:00 |

| Elfsborg                                                   | 3 – 0   | Haladás               |
| ---------------------------------------------------------- | ------- | --------------------- |
| Svensson 61' Ishizaki 83' Avdić 90' Wikström 36' Keene 51' | (1 – 0) | Molnár 27' Iszlai 48' |

| Borås Arena, Borås, Svédország Nézőszám: 3 187 Játékvezető: Calum Murray (skót) |

| Visszavágó 2009. július 23. 19:00 |

| Haladás  | 0 – 0   | Elfsborg                  |
| -------- | ------- | ------------------------- |
| Tóth 31' | (0 – 0) | Florén 85' Daníelsson 88' |

| Rohonci úti stadion, Szombathely Nézőszám: 2 000 Játékvezető: João Ferreira (portugál) |

## Külső hivatkozások
- A csapat hivatalos honlapja
- A Magyar Labdarúgó Szövetség honlapja, adatbankja
- A Szombathelyi Haladás mérkőzései